# Scheldeprijs 2023
L'Scheldeprijs 20223 va ser la 111a edició del Scheldeprijs. Es disputà el 5 d'abril de 2023 sobre un recorregut de 205,3 km amb sortida a Terneuzen i arribada a Schoten. La cursa formà part de l'UCI ProSeries 2023 amb una categoria 1.Pro.
El vencedor final fou el belga Jasper Philipsen (Alpecin-Deceuninck), que s'imposà a l'esprint a l'australià Sam Welsford (Team DSM) i el britànic Mark Cavendish (Astana Qazaqstan Team), segon i tercer respectivament.

## Equips
21 equips a prendre part en aquesta edició de la Scheldeprijs.
| WorldTeams (10)- Alpecin-Deceuninck - Astana Qazaqstan Team - Bora-Hansgrohe - Cofidis - Intermarché-Circus-Wanty - Soudal Quick-Step - Arkéa-Samsic - Team DSM - Team Jayco AlUla - Trek-Segafredo ProTeams (10)- Bingoal WB - Bolton Equities Black Spoke Pro Cycling - Human Powered Health - Israel-Premier Tech - Lotto Dstny - Q36.5 Pro Cycling Team - Team Corratec - Team Flanders-Baloise - Team Novo Nordisk - Uno-X Pro Cycling Team Equip continental- Beat Cycling Club |
| |

## Classificació final
| \| Classificació general \| Classificació general \| Classificació general \| Classificació general \| Classificació general \| \| Corredor \| Corredor \| Equip \| Temps \| \| \| --------------------- \| --------------------- \| ------------------------ \| --------------------- \| --------------------- \| \| 1r \| Jasper Philipsen \| Alpecin-Deceuninck \| 4h 25' 38" \| \| \| 2n \| Sam Welsford \| Team DSM \| + 0" \| \| \| 3r \| Mark Cavendish \| Astana Qazaqstan Team \| + 0" \| \| \| 4t \| Dylan Groenewegen \| Team Jayco AlUla \| + 0" \| \| \| 5è \| Gerben Thijssen \| Intermarché-Circus-Wanty \| + 0" \| \| \| 6è \| Edward Theuns \| Trek-Segafredo \| + 0" \| \| \| 7è \| Max Walscheid \| Cofidis \| + 0" \| \| \| 8è \| Caleb Ewan \| Lotto Dstny \| + 0" \| \| \| 9è \| Itamar Einhorn \| Israel-Premier Tech \| + 0" \| \| \| 10è \| Giacomo Nizzolo \| Israel-Premier Tech \| + 0" \| \| |                   |                          |            |
| |                   |                          |            |
| Font: ProCyclingStats |                   |                          |            |
| Classificació general |                   |                          |            |
| Corredor | Corredor          | Equip                    | Temps      |
| 1r | Jasper Philipsen  | Alpecin-Deceuninck       | 4h 25' 38" |
| 2n | Sam Welsford      | Team DSM                 | + 0"       |
| 3r | Mark Cavendish    | Astana Qazaqstan Team    | + 0"       |
| 4t | Dylan Groenewegen | Team Jayco AlUla         | + 0"       |
| 5è | Gerben Thijssen   | Intermarché-Circus-Wanty | + 0"       |
| 6è | Edward Theuns     | Trek-Segafredo           | + 0"       |
| 7è | Max Walscheid     | Cofidis                  | + 0"       |
| 8è | Caleb Ewan        | Lotto Dstny              | + 0"       |
| 9è | Itamar Einhorn    | Israel-Premier Tech      | + 0"       |
| 10è | Giacomo Nizzolo   | Israel-Premier Tech      | + 0"       |